# Chiesa di San Paolo (Prato)

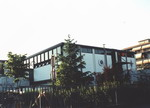
San Paolo di Stagnana

La chiesa di San Paolo si trova a Prato in zona Stagnana.
La nuova chiesa, completata nel 1984 su progetto di Alfredo Giovannelli, Francesco Gramigni, Paolo Paoletti, è un blocco parallelepipedo sostenuto da alti pilastri in cemento armato al centro di uno spazio a verde, e accessibile con articolate rampe pensili.
All'interno è una Via Crucis di Mario Verzelli e un crocifisso in bronzo di Marcello Tommasi. Nella chiesa sono collocate anche alcune finte nicchie ad affresco con Santi, del primo Quattrocento, forse della bottega di Agnolo Gaddi, staccate dall'ex chiesa di San Paolo a Stagnana (ora edificio colonico tra via dell'Alberaccio e via San Paolo).
Nei pressi di questa chiesa nel 1939 fu costruita la cappella di San Paolo, su progetto di Adelio Colzi, di forme neomedievali, con decoraz
Ivi la sede dell'adorazione perpetua.